# Scottish Premiership 2022/23
Die Scottish Premiership war 2022/23 die 10. Austragung als höchste schottische Fußball-Spielklasse der Herren unter diesem Namen. Die Liga wird offiziell als cinch Premiership ausgetragen. Es war zudem die 126. Austragung der höchsten Fußball-Spielklasse innerhalb der Scottish Professional Football League, in welcher der Schottische Meister ermittelt wird. Die Spielzeit begann am 30. Juli 2022 und endete nach zwei Runden mit dem 38. Spieltag am 28. Mai 2023. Nach dem 16. Spieltag wird die Spielzeit ab dem 12. November 2022 für einen Monat aufgrund der Weltmeisterschaft in Katar unterbrochen. Dadurch entfällt die Winterpause im Januar 2023. Auf einer Generalversammlung stimmten die Mitglieder der Scottish Professional Football League im April 2022 dafür, die Video-Assistent-Technologie bei Spielen in der nächsten Saison der Premiership einzuführen. In Schottland sollte der „VAR“ im Dezember 2022 nach Beendigung der Weltmeisterschaft starten. Der ursprüngliche Termin wurde vorgezogen, sodass erstmals die Technik am 21. Oktober 2022 im Spiel zwischen Hibernian Edinburgh und dem FC St. Johnstone eingesetzt wurde.
Der für das erste September-Wochenende angesetzte 7. Spieltag wurde als Zeichen des Respekts nach dem Tod der britischen Königin Elisabeth II. abgesetzt und wird nachgeholt.
Nach der regulären Saison, die als 1. Runde bezeichnet wird und in der alle Mannschaften jeweils dreimal gegeneinander antreten, begann die abschließende 2. Runde, die in zwei Gruppen der Meisterschafts- und Abstiegs-Play-offs unterteilt wurde. Der Elftplatzierte der Premiership tait danach in Relegationsspielen an, in der der Zweit-, Dritt- und Viertplatzierte der Scottish Championship teilnehmen. Der Tabellenletzte stieg direkt ab.
Titelverteidiger war Celtic Glasgow. Als Aufsteiger aus der Championship nahm der FC Kilmarnock teil.

## Vereine
| Verein              | Stadt      | Stadion               | Kapazität |
| ------------------- | ---------- | --------------------- | --------- |
| FC Aberdeen         | Aberdeen   | Pittodrie Stadium     | 20.866    |
| Celtic Glasgow      | Glasgow    | Celtic Park           | 60.411    |
| Dundee United       | Dundee     | Tannadice Park        | 14.233    |
| Heart of Midlothian | Edinburgh  | Tynecastle Park       | 20.099    |
| Hibernian Edinburgh | Edinburgh  | Easter Road           | 20.421    |
| FC Kilmarnock       | Kilmarnock | Rugby Park            | 17.889    |
| FC Livingston       | Livingston | Almondvale Stadium    | 09.713    |
| FC Motherwell       | Motherwell | Fir Park              | 13.677    |
| Glasgow Rangers     | Glasgow    | Ibrox Stadium         | 50.817    |
| Ross County         | Dingwall   | Global Energy Stadium | 06.541    |
| FC St. Johnstone    | Perth      | McDiarmid Park        | 10.696    |
| FC St. Mirren       | Paisley    | Simple Digital Arena  | 07.937    |

## 1. Runde

### Abschlusstabelle
| Pl. | Verein                 | Sp. | S  | U | N  | Tore    | Diff. | Punkte |
| --- | ---------------------- | --- | -- | - | -- | ------- | ----- | ------ |
| 1.  | Celtic Glasgow (M) (L) | 33  | 30 | 2 | 1  | 103:250 | +78   | 92     |
| 2.  | Glasgow Rangers (P)    | 33  | 25 | 4 | 4  | 081:340 | +47   | 79     |
| 3.  | FC Aberdeen            | 33  | 17 | 2 | 14 | 052:520 | ±0    | 53     |
| 4.  | Heart of Midlothian    | 33  | 14 | 6 | 13 | 056:490 | +7    | 48     |
| 5.  | Hibernian Edinburgh    | 33  | 13 | 5 | 15 | 049:520 | −3    | 44     |
| 6.  | FC St. Mirren          | 33  | 12 | 8 | 13 | 038:490 | −11   | 44     |
| 7.  | FC Livingston          | 33  | 12 | 6 | 15 | 033:520 | −19   | 42     |
| 8.  | FC Motherwell          | 33  | 10 | 7 | 16 | 044:480 | −4    | 37     |
| 9.  | FC St. Johnstone       | 33  | 9  | 6 | 18 | 034:540 | −20   | 33     |
| 10. | Dundee United          | 33  | 8  | 7 | 18 | 036:580 | −22   | 31     |
| 11. | FC Kilmarnock (N)      | 33  | 8  | 7 | 18 | 029:580 | −29   | 31     |
| 12. | Ross County            | 33  | 7  | 6 | 20 | 028:520 | −24   | 27     |

Platzierungskriterien: 1. Punkte – 2. Tordifferenz – 3. geschossene Tore

| Zum Saisonende 2021/22 |                                                 |
| (M)                    | Meister des Scottish Premiership 2021/22        |
| (P)                    | Pokalsieger des Scottish FA Cup 2021/22         |
| (L)                    | Ligapokalsieger des Scottish League Cup 2021/22 |
| (N)                    | Aufsteiger aus der Scottish Championship        |

## 2. Runde

### Meisterschafts-Play-offs

#### Tabelle
| Pl. | Verein                 | Sp. | S  | U  | N  | Tore    | Diff. | Punkte |
| --- | ---------------------- | --- | -- | -- | -- | ------- | ----- | ------ |
| 1.  | Celtic Glasgow (M) (L) | 38  | 32 | 3  | 3  | 114:340 | +80   | 99     |
| 2.  | Glasgow Rangers (P)    | 38  | 29 | 5  | 4  | 093:370 | +56   | 92     |
| 3.  | FC Aberdeen            | 38  | 18 | 3  | 17 | 056:600 | −4    | 57     |
| 4.  | Heart of Midlothian    | 38  | 15 | 9  | 14 | 063:570 | +6    | 54     |
| 5.  | Hibernian Edinburgh    | 38  | 15 | 7  | 16 | 057:590 | −2    | 52     |
| 6.  | FC St. Mirren          | 38  | 12 | 10 | 16 | 043:610 | −18   | 46     |

Platzierungskriterien: 1. Punkte – 2. Tordifferenz – 3. geschossene Tore

| Zum Saisonende 2021/22 |                               |
| (M)                    | Meister des Vorjahres         |
| (P)                    | Pokalsieger des Vorjahres     |
| (L)                    | Ligapokalsieger des Vorjahres |

### Abstiegs-Play-offs

#### Tabelle
| Pl. | Verein            | Sp. | S  | U | N  | Tore    | Diff. | Punkte |
| --- | ----------------- | --- | -- | - | -- | ------- | ----- | ------ |
| 7.  | FC Motherwell     | 38  | 14 | 8 | 16 | 053:510 | +2    | 50     |
| 8.  | FC Livingston     | 38  | 13 | 7 | 18 | 036:600 | −24   | 46     |
| 9.  | FC St. Johnstone  | 38  | 12 | 7 | 19 | 041:590 | −18   | 43     |
| 10. | FC Kilmarnock (N) | 38  | 11 | 7 | 20 | 037:620 | −25   | 40     |
| 11. | Ross County       | 38  | 9  | 7 | 22 | 037:600 | −23   | 34     |
| 12. | Dundee United     | 38  | 8  | 7 | 23 | 040:700 | −30   | 31     |

Platzierungskriterien: 1. Punkte – 2. Tordifferenz – 3. geschossene Tore

| Zum Saisonende 2021/22 |                                             |
| (N)                    | Neuaufsteiger aus der Scottish Championship |

### Tabellenverlauf
Verlegte Partien wurden entsprechend der ursprünglichen Terminierung dargestellt, damit an allen Spieltagen für jede Mannschaft die gleiche Anzahl an Spielen berücksichtigt wird.
|                     | 1  | 2  | 3  | 4  | 5  | 6  | 7  | 8  | 9  | 10 | 11 | 12 | 13 | 14 | 15 | 16 | 17 | 18 | 19 | 20 | 21 | 22 | 23 | 24 | 25 | 26 | 27 | 28 | 29 | 30 | 31 | 32 | 33 | 34 | 35 | 36 | 37 | 38 |
| ------------------- | -- | -- | -- | -- | -- | -- | -- | -- | -- | -- | -- | -- | -- | -- | -- | -- | -- | -- | -- | -- | -- | -- | -- | -- | -- | -- | -- | -- | -- | -- | -- | -- | -- | -- | -- | -- | -- | -- |
| Celtic Glasgow      | 1  | 1  | 1  | 1  | 1  | 1  | 1  | 1  | 1  | 1  | 1  | 1  | 1  | 1  | 1  | 1  | 1  | 1  | 1  | 1  | 1  | 1  | 1  | 1  | 1  | 1  | 1  | 1  | 1  | 1  | 1  | 1  | 1  | 1  | 1  | 1  | 1  | 1  |
| Glasgow Rangers     | 2  | 2  | 2  | 2  | 2  | 2  | 2  | 2  | 2  | 2  | 2  | 2  | 2  | 2  | 2  | 2  | 2  | 2  | 2  | 2  | 2  | 2  | 2  | 2  | 2  | 2  | 2  | 2  | 2  | 2  | 2  | 2  | 2  | 2  | 2  | 2  | 2  | 2  |
| Heart of Midlothian | 2  | 3  | 3  | 4  | 3  | 4  | 4  | 3  | 3  | 4  | 3  | 5  | 4  | 3  | 3  | 4  | 3  | 3  | 3  | 3  | 3  | 3  | 3  | 3  | 3  | 3  | 3  | 3  | 3  | 3  | 4  | 4  | 4  | 4  | 4  | 4  | 4  | 4  |
| Dundee United       | 6  | 9  | 10 | 11 | 12 | 12 | 11 | 12 | 12 | 11 | 11 | 11 | 11 | 12 | 11 | 12 | 12 | 12 | 11 | 10 | 10 | 10 | 10 | 11 | 11 | 11 | 12 | 12 | 12 | 12 | 12 | 10 | 10 | 10 | 12 | 12 | 12 | 12 |
| FC Motherwell       | 4  | 6  | 4  | 3  | 5  | 5  | 3  | 4  | 7  | 7  | 8  | 8  | 7  | 9  | 9  | 9  | 8  | 9  | 9  | 9  | 9  | 9  | 9  | 9  | 9  | 9  | 9  | 9  | 9  | 8  | 8  | 8  | 8  | 8  | 7  | 7  | 7  | 7  |
| ROS                 | 8  | 11 | 12 | 9  | 11 | 10 | 12 | 11 | 11 | 12 | 12 | 12 | 12 | 11 | 10 | 10 | 10 | 11 | 12 | 12 | 12 | 12 | 11 | 12 | 12 | 12 | 10 | 10 | 11 | 11 | 11 | 12 | 12 | 12 | 11 | 11 | 11 | 11 |
| LIV                 | 8  | 6  | 5  | 7  | 7  | 7  | 7  | 6  | 8  | 8  | 7  | 7  | 9  | 8  | 5  | 5  | 6  | 7  | 6  | 6  | 5  | 4  | 4  | 5  | 4  | 6  | 6  | 7  | 6  | 7  | 7  | 7  | 7  | 7  | 8  | 8  | 8  | 8  |
| FC St. Mirren       | 10 | 12 | 8  | 6  | 6  | 6  | 6  | 5  | 4  | 5  | 6  | 4  | 6  | 7  | 8  | 7  | 7  | 6  | 5  | 5  | 6  | 7  | 6  | 4  | 6  | 5  | 5  | 6  | 7  | 5  | 5  | 5  | 6  | 6  | 6  | 6  | 6  | 6  |
| Hibernian Edinburgh | 4  | 4  | 6  | 8  | 8  | 8  | 8  | 7  | 5  | 3  | 4  | 6  | 3  | 5  | 7  | 8  | 9  | 8  | 8  | 8  | 7  | 6  | 5  | 6  | 5  | 4  | 4  | 4  | 5  | 6  | 6  | 6  | 5  | 5  | 5  | 5  | 5  | 5  |
| FC Aberdeen         | 12 | 5  | 7  | 5  | 4  | 3  | 5  | 8  | 6  | 6  | 5  | 3  | 5  | 4  | 4  | 3  | 4  | 4  | 4  | 4  | 4  | 5  | 7  | 7  | 7  | 7  | 7  | 5  | 4  | 4  | 3  | 3  | 3  | 3  | 3  | 3  | 3  | 3  |
| JOH                 | 10 | 6  | 9  | 10 | 10 | 9  | 10 | 9  | 9  | 9  | 9  | 9  | 8  | 6  | 6  | 6  | 5  | 5  | 7  | 7  | 8  | 8  | 8  | 8  | 8  | 8  | 8  | 8  | 8  | 9  | 9  | 9  | 9  | 9  | 9  | 9  | 9  | 9  |
| KIL                 | 6  | 10 | 11 | 12 | 9  | 11 | 9  | 10 | 10 | 10 | 10 | 10 | 10 | 10 | 12 | 11 | 11 | 10 | 10 | 11 | 11 | 11 | 12 | 10 | 10 | 10 | 11 | 11 | 10 | 10 | 10 | 11 | 11 | 11 | 10 | 10 | 10 | 10 |

## Relegation
Teilnehmer an den Relegationsspielen um einen Platz für die folgende Scottish Premiership Saison 2022/23 waren drei Vereine aus der diesjährigen Championship. Hinzu kam der Vorletzte aus der diesjährigen Premiership. Der Sieger jeder Runde wurde in zwei Spielen ermittelt, wobei in der ersten Runde die Mannschaften die sich am Saisonende der Championship auf den Plätzen 3 und 4 befanden aufeinander trafen. Danach spielte der Sieger dieses Spiels in der zweiten Runde gegen den zweiten aus der Championship. Die letzte Runde wurde zwischen dem Elftplatzierten aus der Premiership und dem Sieger der zweiten Runde ausgetragen. Der Sieger der dritten Runde erhielt einen Platz für die neue Saison in der Premiership.
Erste Runde
Die Spiele wurden am 9. und 12. Mai 2023 ausgetragen.
|                 | Gesamt |                 | Hinspiel | Rückspiel |
| --------------- | ------ | --------------- | -------- | --------- |
| Partick Thistle | 8:3    | FC Queen’s Park | 4:3      | 4:0       |

Zweite Runde
Die Spiele wurden am 19. und 26. Mai 2023 ausgetragen.
|                 | Gesamt |            | Hinspiel | Rückspiel |
| --------------- | ------ | ---------- | -------- | --------- |
| Partick Thistle | 8:0    | Ayr United | 3:0      | 5:0       |

Dritte Runde
Die Spiele wurden am 1. und 4. Juni 2023 ausgetragen.
|                 | Gesamt |             | Hinspiel | Rückspiel             |
| --------------- | ------ | ----------- | -------- | --------------------- |
| Partick Thistle | 3:3    | Ross County | 2:0      | 1:3 n. V. (4:5 i. E.) |

## Statistiken

### Torschützenliste
Bei gleicher Anzahl von Toren sind die Spieler alphabetisch nach Nachnamen bzw. Künstlernamen sortiert.
| Pl.      | Nat.           | Name               | Logo | Mannschaft          | Tore |
| -------- | -------------- | ------------------ | ---- | ------------------- | ---- |
| 1.       | Japan          | Kyōgo Furuhashi    |      | Celtic Glasgow      | 27   |
| 2.       | Niederlande    | Kevin van Veen     |      | FC Motherwell       | 25   |
| 3.       | Schottland     | Lawrence Shankland |      | Heart of Midlothian | 24   |
| 4.       | Kap Verde      | Luís Lopes         |      | FC Aberdeen         | 16   |
| 4.       | Nordmazedonien | Bojan Miovski      |      | FC Aberdeen         | 16   |
| 4.       | England        | James Tavernier    |      | Glasgow Rangers     | 16   |
| 7.       | Kroatien       | Antonio Čolak      |      | Glasgow Rangers     | 14   |
| 8.       | England        | Josh Ginnelly      |      | Heart of Midlothian | 12   |
| 8.       | Sambia         | Fashion Sakala     |      | Glasgow Rangers     | 12   |
| 8.       | Schottland     | Kevin Nisbet       |      | Hibernian Edinburgh | 12   |
| Endstand |                |                    |      |                     |      |

### Meiste Torvorlagen
Bei gleicher Anzahl von Toren sind die Spieler alphabetisch nach Nachnamen bzw. Künstlernamen sortiert.
| Pl.      | Nat.       | Name              | Logo | Mannschaft          | Vorlagen |
| -------- | ---------- | ----------------- | ---- | ------------------- | -------- |
| 1.       | Danemark   | Matt O’Riley      |      | Celtic Glasgow      | 12       |
| 2.       | Portugal   | Jota              |      | Celtic Glasgow      | 11       |
| 3.       | Australien | Aaron Mooy        |      | Celtic Glasgow      | 10       |
| 4.       | Kroatien   | Borna Barišić     |      | Glasgow Rangers     | 9        |
| 4.       | England    | James Tavernier   |      | Glasgow Rangers     | 9        |
| 6.       | England    | Leighton Clarkson |      | FC Aberdeen         | 8        |
| 6.       | Japan      | Reo Hatate        |      | Celtic Glasgow      | 8        |
| 6.       | England    | Ryan Kent         |      | Glasgow Rangers     | 8        |
| 9.       | Schottland | Daniel Armstrong  |      | FC Kilmarnock       | 7        |
| 9.       | Sambia     | Fashion Sakala    |      | Glasgow Rangers     | 7        |
| 9.       | Schottland | Blair Spittal     |      | FC Motherwell       | 7        |
| 9.       | Frankreich | Élie Youan        |      | Hibernian Edinburgh | 7        |
| Endstand |            |                   |      |                     |          |

### Torhüter ohne Gegentor

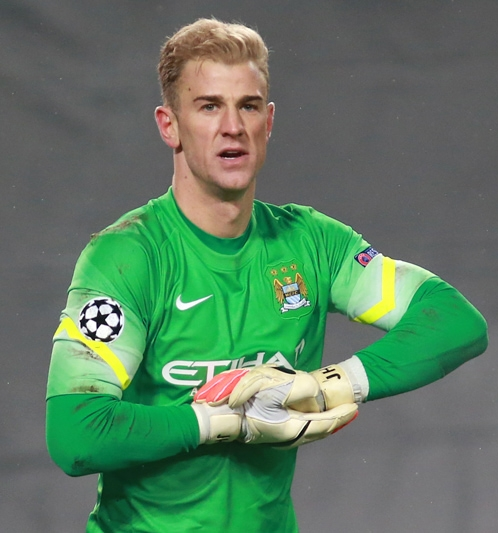
Joe Hart hielt sechszehnmal die „Null“

| Pl.      | Nat.        | Name           | Logo | Mannschaft          | Spiele ohne Gegentor |
| -------- | ----------- | -------------- | ---- | ------------------- | -------------------- |
| 1.       | England     | Joe Hart       |      | Celtic Glasgow      | 16                   |
| 2.       | Niederlande | Kelle Roos     |      | FC Aberdeen         | 13                   |
| 3.       | Schottland  | Liam Kelly     |      | FC Motherwell       | 11                   |
| 3.       | Schottland  | David Marshall |      | Hibernian Edinburgh | 11                   |
| 5.       | Nordirland  | Trevor Carson  |      | FC St. Mirren       | 10                   |
| 6.       | Schottland  | Ross Laidlaw   |      | Ross County         | 09                   |
| 7.       | Schottland  | Allan McGregor |      | Glasgow Rangers     | 08                   |
| 8.       | England     | Shamal George  |      | FC Livingston       | 07                   |
| 9.       | England     | Remi Matthews  |      | FC St. Johnstone    | 06                   |
| 10.      | Schottland  | Jon McLaughlin |      | Glasgow Rangers     | 05                   |
| Endstand |             |                |      |                     |                      |

## Auszeichnungen während der Saison
| Monat          | Trainer des Monats                   | Spieler des Monats                 |
| -------------- | ------------------------------------ | ---------------------------------- |
| August 2022    | Ange Postecoglou (Celtic Glasgow)    | Kyōgo Furuhashi (Celtic Glasgow)   |
| September 2022 | Ange Postecoglou (Celtic Glasgow)    | Antonio Čolak (Glasgow Rangers)    |
| Oktober 2022   | Ange Postecoglou (Celtic Glasgow)    | Antonio Čolak (Glasgow Rangers)    |
| November 2022  | David Martindale (FC Livingston)     | Sead Hakšabanović (Celtic Glasgow) |
| Dezember 2022  | Michael Beale (Glasgow Rangers)      | Kyōgo Furuhashi (Celtic Glasgow)   |
| Januar 2023    | Robbie Neilson (Heart of Midlothian) | Kevin Nisbet (Hibernian Edinburgh) |
| Februar 2023   | Stuart Kettlewell (FC Motherwell)    | Reo Hatate (Celtic Glasgow)        |
| März 2023      | Barry Robson (FC Aberdeen)           | Luís Lopes (FC Aberdeen)           |
| April 2023     | Barry Robson (FC Aberdeen)           | Kevin van Veen (FC Motherwell)     |

## Zuschauertabelle

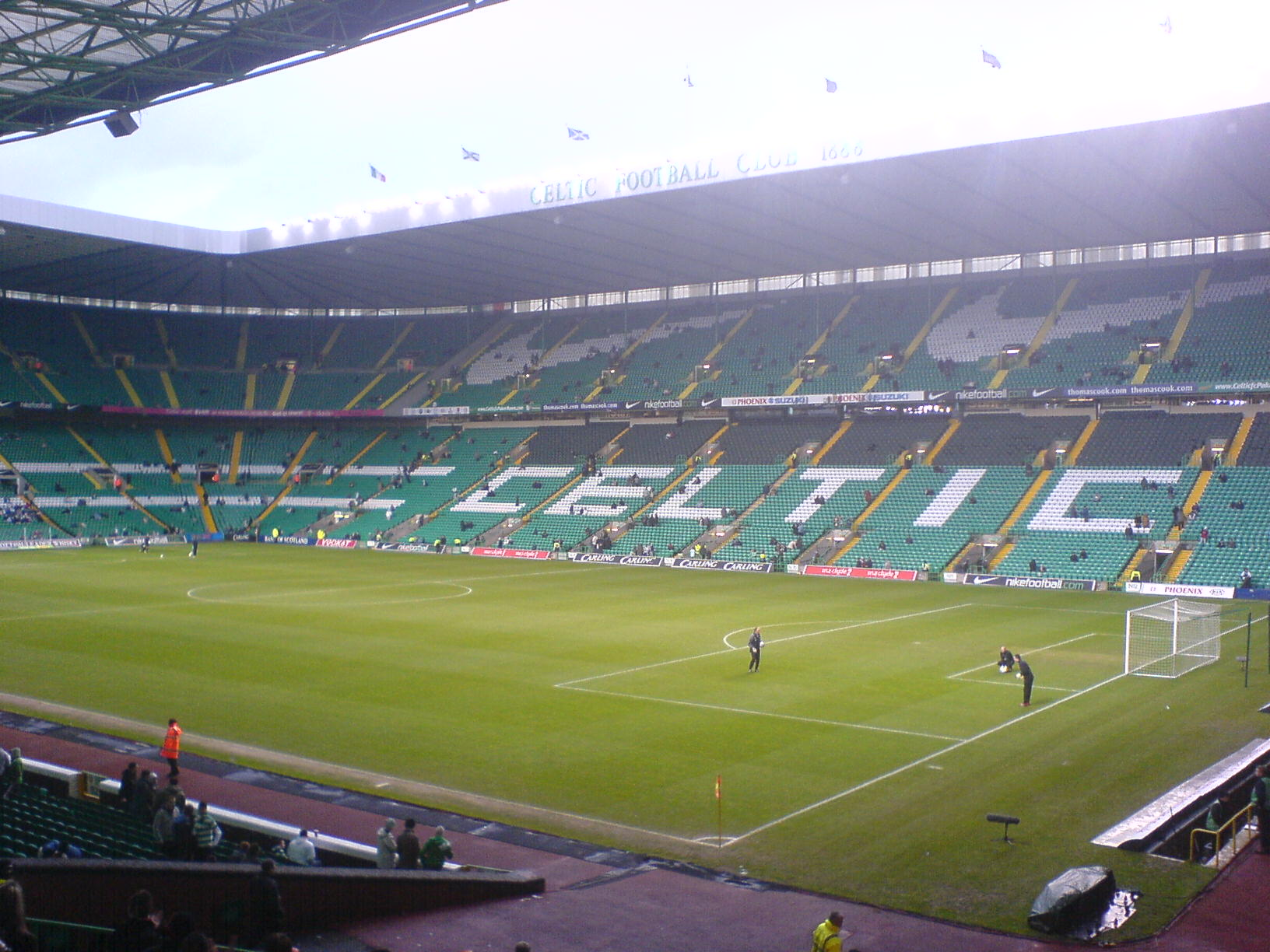
Die größte Auslastung gab es bislang im Celtic Park

Die Zuschauertabelle zeigt die besuchten Heimspiele an. Die Reihenfolge ist nach dem Zuschauerschnitt sortiert.
|                     | Verein              | Zuschauer | pro Spiel | Heimspiele |
| ------------------- | ------------------- | --------- | --------- | ---------- |
| 01.                 | Celtic Glasgow      | 1.057.579 | 58.754    | 18         |
| 02.                 | Glasgow Rangers     | 884.779   | 49.154    | 18         |
| 03.                 | Heart of Midlothian | 333.007   | 18.500    | 18         |
| 04.                 | Hibernian Edinburgh | 313.755   | 17.431    | 18         |
| 05.                 | FC Aberdeen         | 280.784   | 14.778    | 19         |
| 06.                 | Dundee United       | 169.362   | 09.409    | 18         |
| 07.                 | FC Kilmarnock       | 114.952   | 06.386    | 18         |
| 08.                 | FC St. Mirren       | 114.120   | 06.340    | 18         |
| 09.                 | FC Motherwell       | 106.109   | 05.895    | 18         |
| 10.                 | FC St. Johnstone    | 096.719   | 05.373    | 18         |
| 11.                 | Ross County         | 078.273   | 04.349    | 18         |
| 12.                 | FC Livingston       | 073.765   | 04.098    | 18         |
| Gesamt              | Gesamt              | 3.622.219 | 16.770    | 216        |
| Stand: 21. Mai 2023 |                     |           |           |            |

## Personal und Sponsoren
| Verein              | Logo | Trainer                                                                            | Kapitän           | Ausrüster | Hauptsponsor                                 |
| ------------------- | ---- | ---------------------------------------------------------------------------------- | ----------------- | --------- | -------------------------------------------- |
| FC Aberdeen         |      | Jim Goodwin (bis Januar 2023) Barry Robson (ab Januar 2023)                        | Anthony Stewart   | Adidas    | Texo                                         |
| Celtic Glasgow      |      | Ange Postecoglou                                                                   | Callum McGregor   | Adidas    | Dafabet                                      |
| Dundee United       |      | Jack Ross (bis August 2022) Liam Fox (bis Februar 2023) Jim Goodwin (ab März 2023) | Ryan Edwards      | Macron    | QuinnBet                                     |
| Heart of Midlothian |      | Robbie Neilson (bis April 2023) Steven Naismith (ab April 2023)                    | Craig Gordon      | Umbro     | MND Scotland (Heim) Stellar Omada (Auswärts) |
| Hibernian Edinburgh |      | Lee Johnson                                                                        | Paul Hanlon       | Joma      | Utilita                                      |
| FC Kilmarnock       |      | Derek McInnes                                                                      | Chris Stokes      | Hummel    | Brownings The Bakers                         |
| FC Livingston       |      | David Martindale                                                                   | Nicky Devlin      | Joma      | Phoenix Drilling Ltd                         |
| FC Motherwell       |      | Steven Hammell (bis Februar 2023) Stuart Kettlewell (ab Februar 2023)              | Stephen O’Donnell | Macron    | Paycare                                      |
| Glasgow Rangers     |      | Giovanni van Bronckhorst (bis November 2022) Michael Beale (ab November 2022)      | James Tavernier   | Castore   | 32Red                                        |
| Ross County         |      | Malky Mackay                                                                       | Keith Watson      | Joma      | Ross-shire Engineering                       |
| FC St. Johnstone    |      | Callum Davidson (bis April 2023) Steven MacLean (ab April 2023)                    | Liam Craig        | Macron    | Binn Group                                   |
| FC St. Mirren       |      | Stephen Robinson                                                                   | Joe Shaughnessy   | Joma      | Digby Brown                                  |

## Trainerwechsel
| Verein | Verein              | Trainer                  | Grund             | Datum             | Tabellenplatz | Nachfolger        |
| ------ | ------------------- | ------------------------ | ----------------- | ----------------- | ------------- | ----------------- |
|        | Hibernian Edinburgh | David Gray               | Interimstrainer   | 19. Mai 2022      | Sommerpause   | Lee Johnson       |
|        | Dundee United       | Tam Courts               | Vertrag aufgelöst | 14. Juni 2022     | Sommerpause   | Jack Ross         |
|        | FC Motherwell       | Graham Alexander         | Vertrag aufgelöst | 29. Juli 2022     | Sommerpause   | Steven Hammell    |
|        | Dundee United       | Jack Ross                | Entlassen         | 30. August 2022   | 12.           | Liam Fox          |
|        | Glasgow Rangers     | Giovanni van Bronckhorst | Entlassen         | 21. November 2022 | 2.            | Michael Beale     |
|        | FC Aberdeen         | Jim Goodwin              | Entlassen         | 28. Januar 2023   | 7.            | Barry Robson      |
|        | FC Motherwell       | Steven Hammell           | Entlassen         | 11. Februar 2023  | 11.           | Stuart Kettlewell |
|        | Dundee United       | Liam Fox                 | Entlassen         | 26. Februar 2023  | 12.           | Jim Goodwin       |
|        | Heart of Midlothian | Robbie Neilson           | Entlassen         | 9. April 2023     | 4.            | Steven Naismith   |
|        | FC St. Johnstone    | Callum Davidson          | Entlassen         | 16. April 2023    | 11.           | Steven MacLean    |